# Бьеркнес (лунный кратер)
Кратер Бьеркнес (лат. Bjerknes), не путать с кратером Бьеркнес на Марсе, — ударный кратер находящийся в южном полушарии обратной стороны Луны. Название присвоено в честь норвежского физика и метеоролога Вильгельма Фримана Корена Бьеркнеса (1862—1951) и утверждено Международным астрономическим союзом в 1970 г. Образование кратера относится к позднеимбрийскому периоду.

## Описание кратера
Ближайшими соседями кратера являются гигантский кратер Милн на севере; кратеры Тиндаль и Пиццетти на северо-востоке; кратер Кларк на востоке; кратер Ван дер Ваальс на юго-востоке и кратер Погсон на юго-западе. Селенографические координаты центра кратера 38°30′ ю. ш. 113°41′ в. д. / 38,5° ю. ш. 113,69° в. д., диаметр 48,2 км, глубина 2,3 км.
Кратер имеет циркулярную форму с небольшим выступом в северо-восточной части. Вал кратера незначительно разрушен, с острой кромкой. Внутренний склон имеет террасовидную структуру. Высота вала над окружающей местностью 1110 м., объем кратера составляет приблизительно 1800 км³. Дно чаши кратера неровное, у подножья внутреннего склона видны следы обрушения пород. 
Кратер сформирован в слое пород выброшенных при импакте образовавшем Море Южное, которое располагается в 150 км к юго-западу.

## Сателлитные кратеры
| Бьеркнес | Координаты                                              | Диаметр, км |
| -------- | ------------------------------------------------------- | ----------- |
| A        | 36°11′ ю. ш. 114°16′ в. д. / 36,18° ю. ш. 114,27° в. д. | 15,6        |
| B        | 37°25′ ю. ш. 114°29′ в. д. / 37,42° ю. ш. 114,48° в. д. | 17,3        |
| E        | 38°16′ ю. ш. 115°37′ в. д. / 38,26° ю. ш. 115,61° в. д. | 53,5        |